# 球序蓼
球序蓼（学名：Polygonum wallichii）为蓼科蓼属下的一个种。

## 扩展阅读
維基物種上的相關：球序蓼